# Зайцев, Игорь Иванович
И́горь Ива́нович За́йцев (укр. Ігор Іванович Зайцев; 21 апреля 1934, Москва — 28 января 2016, Киев) — советский футболист, нападающий, обладатель Кубка СССР (1957), мастер спорта СССР.

## Карьера игрока
Родился в Москве, позже семья переехала в Ступино, где его отец работал мастером цеха на авиационном заводе. Годы войны провёл в эвакуации в городе Павлов-на-Оке, а после её окончания семья вновь возвратилась в Ступино.
В 1949 году пошёл работать на авиастроительное предприятие учеником слесаря-лекальщика. В свободное время занимался футболом и русским хоккеем. Играл за юношеский футбольный коллектив «Крылья Советов» (Ступино), который выступал на первенстве области, а позже за взрослую команду города Ступино.
В 1954 году был призван в армию и направлен в дублирующий состав ЦДСА.
В конце 1955 года тренер львовского ОДО (Окружной дом офицеров) Алексей Гринин пригласил Зайцева в свою команду, которая выступала в классе «Б». В новом коллективе молодой, с хорошей скоростью нападающий стал одним из лидеров, и хотя забитых мячей было немного, большинство голов забивалось с его передач.
В 1957 году, после демобилизации, принимает приглашение от московского «Локомотива» и вскоре вместе с другими новичками железнодорожников Зауром Калоевым и Владимиром Маслаченко отправляется на товарищеские игры, которые клуб проводил в Китае. Для Зайцева этот год стал одним из наиболее успешных в футбольной карьере. Игорь закрепился в составе, вместе с командой стал обладателем Кубка СССР, победителем футбольного турнира на VI Всемирном фестивале молодёжи и студентов в Москве. После этих успехов спортобщество «Локомотив» вручило Зайцеву и его партнёрам удостоверения «Почётного железнодорожника СССР».
По итогам сезона 1959 года становится серебряным призёром чемпионата СССР и вскоре получает вызов в олимпийскую сборную страны, в составе которой 13 сентября 1959 года принял участие в матче Болгария — СССР 1:0.
C 1960 года он и ещё один игрок «Локомотива» Юрий Ковалёв переходят в киевское «Динамо», приняв приглашение тренера Вячеслава Соловьёва. В киевской команде Зайцев играл на позиции правого нападающего, попеременно выходя в составе с другим правым «крайком» — Олегом Базилевичем. По итогам своего первого сезона в динамовской команде Игорь стал серебряным призёром чемпионата СССР. Следующий, золотой сезон киевского «Динамо» для нападающего сложился неудачно: отыграв за команду в восьми поединках, из-за разногласий с тренером вынужден был покинуть команду, в итоге так и не став чемпионом СССР.
После ухода из киевского клуба, откликнувшись на предложение Олега Ошенкова, переходит в донецкий «Шахтёр». Но закрепиться в основном составе горняков, выигравших в том же 1961 году Кубок СССР, не смог, играя преимущественно за дубль. В следующем сезоне донецкий клуб вновь побеждает в розыгрыше Кубка СССР и вновь Зайцев не попадает в кубковый состав горняков.
Вскоре он покинул донецкую команду, перебравшись в тернопольский «Авангард», который тренировал его приятель Тиберий Попович.
В 1963 году переходит в ивано-франковский «Спартак», где играл под руководством бывшего киевского динамовца Александра Щанова. В этом клубе отыграл два сезона, после чего закончил активную карьеру игрока.

## После завершения игровой карьеры
Закончив игровую карьеру футболиста, учился парикмахерскому делу, вскоре став модным дамским мастером.
В свободное время продолжал играть в футбол за команду завода «Большевик», выступавшую на первенстве Украины среди производственных коллективов.
Со временем парикмахерское дело вынужден был оставить, находиться всё время на ногах было сложно, начали сказываться последствия старых травм. Позже работал чеканщиком.
Сложно приходилось после распада СССР и потери работы, вынужден был работать даже грузчиком и приёмщиком стеклотары.
В середине 1990-х годов инспектировал матчи второй лиги чемпионата Украины.

## Семья
Жена Марина, с которой Игорь Иванович познакомился, играя во Львове, по профессии — парикмахер. Сын Игорь тоже стал парикмахером.

## Достижения
- Обладатель Кубка СССР: (1957)
- Серебряный призёр чемпионата СССР: (1959), (1960)
- Победитель турнира на VI Всемирном фестивале молодёжи и студентов: (1957)

## Награды
- Награждён медалью «За труд и победу» (2011)[5].